# Борисенки (Псковская область)
Борисенки — деревня в Себежском районе Псковской области России.
Входит в состав сельского поселения Себежское.

## География
Расположена в 24 км к северо-западу от города Себеж.

## История
В 1941—1944 гг. местность находилась под фашистской оккупацией войсками Гитлеровской Германии.
С января 1995 до июля 2010 года деревня входила в состав ныне упразднённой Томсинской волости.

## Население
| 2001 | 2002 | 2010 |
| ---- | ---- | ---- |
| 258  | ↘238 | ↘206 |

Согласно результатам переписи 2002 года, в национальной структуре населения русские составляли 82 % от общей численности населения в 238 чел..

## Инфраструктура
Развито сельское хозяйство, личное подсобное хозяйство.
В 2016 году открыт «Памятный знак сожженным деревням и мирным жителям».

## Транспорт
Деревня доступна по просёлочным дорогам.
От деревни идёт автодорога общего пользования местного значения «Борисенки — Ломы» (идентификационный номер 58-254-870 ОП МП 58Н-029), протяжённостью 5,3 км.